# 原口新五
原口 新五（はらぐち しんご、1960年（昭和35年）4月5日 - ）は、日本の政治家。福岡県久留米市長（第12代）。

## 来歴

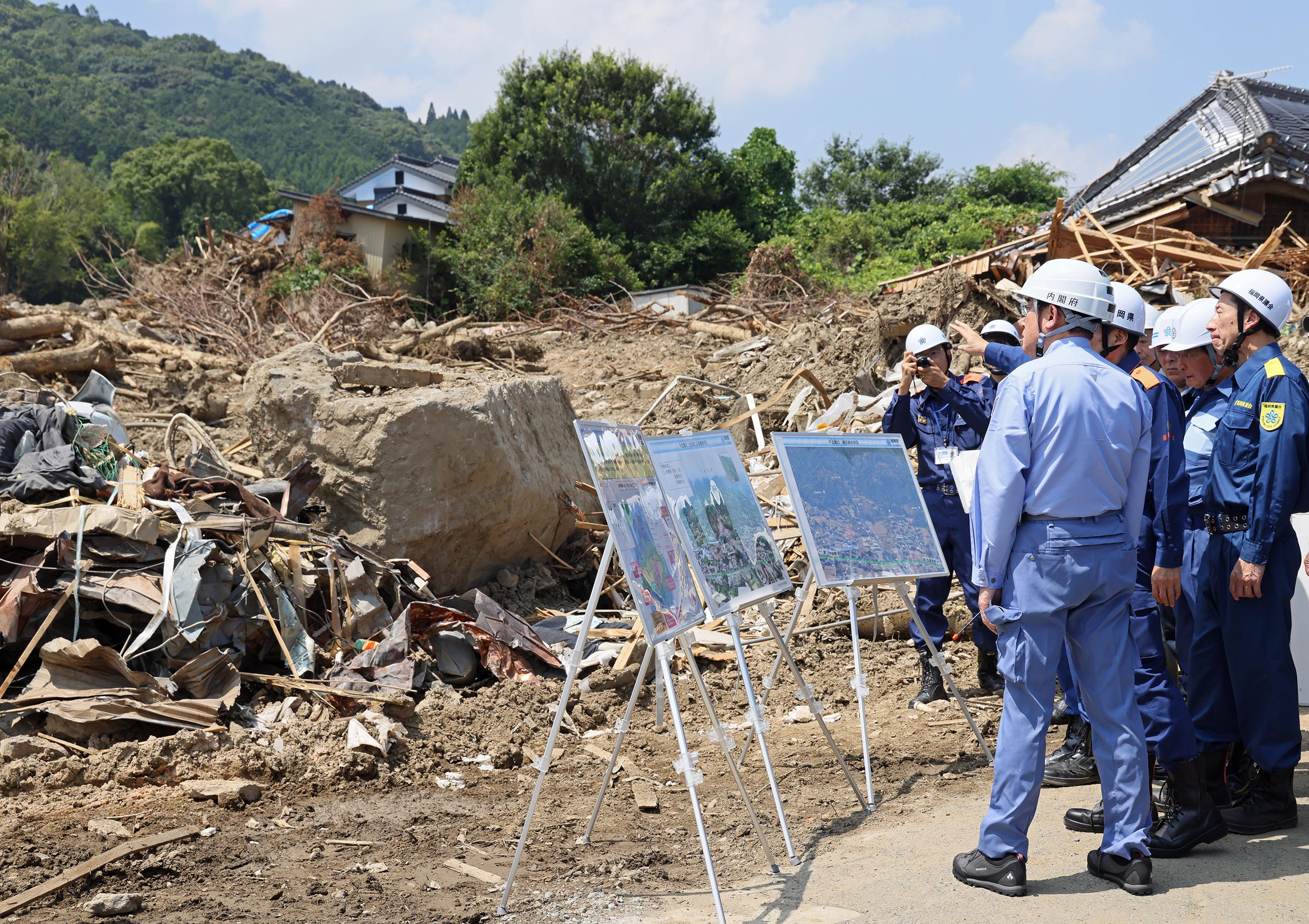
2023年7月の豪雨に伴う土石流現場を岸田文雄首相（当時、背を向けている人物）と共に視察する原口新五（右から2番目のうつ向く人物、2023年7月27日）

父は福岡県議会議員で副議長も務めた原口久人。兄は福岡県議会議員で2019年から2025年まで自由民主党福岡県支部連合会（自民党福岡県連）の会長を務めた原口剣生。
福岡教育大学附属久留米小学校、久留米市立諏訪中学校、柳川商業高等学校（現・柳川高等学校）を経て、福岡大学体育学部中退。県議秘書を経て、1989年に久留米市議会議員に初当選した。久留米市議を3期務めた後、1999年に福岡県議会議員選挙に立候補したが、落選した。2003年に久留米市議に復帰。自民党会派に所属し、2009年久留米市議会副議長、2011年同議長、2021年12月、市議を退任。2022年の久留米市長選挙に立候補し、元県議らを破って初当選した。